# Nuremberg (Pennsylvanie)
Pour les articles homonymes, voir Nuremberg (homonymie).
Nuremberg est une census-designated place située dans les comtés de Luzerne et Schuylkill, dans le Commonwealth de Pennsylvanie, aux États-Unis. Sa population s’élevait à 434 habitants lors du recensement de 2010.

## Galerie photographique

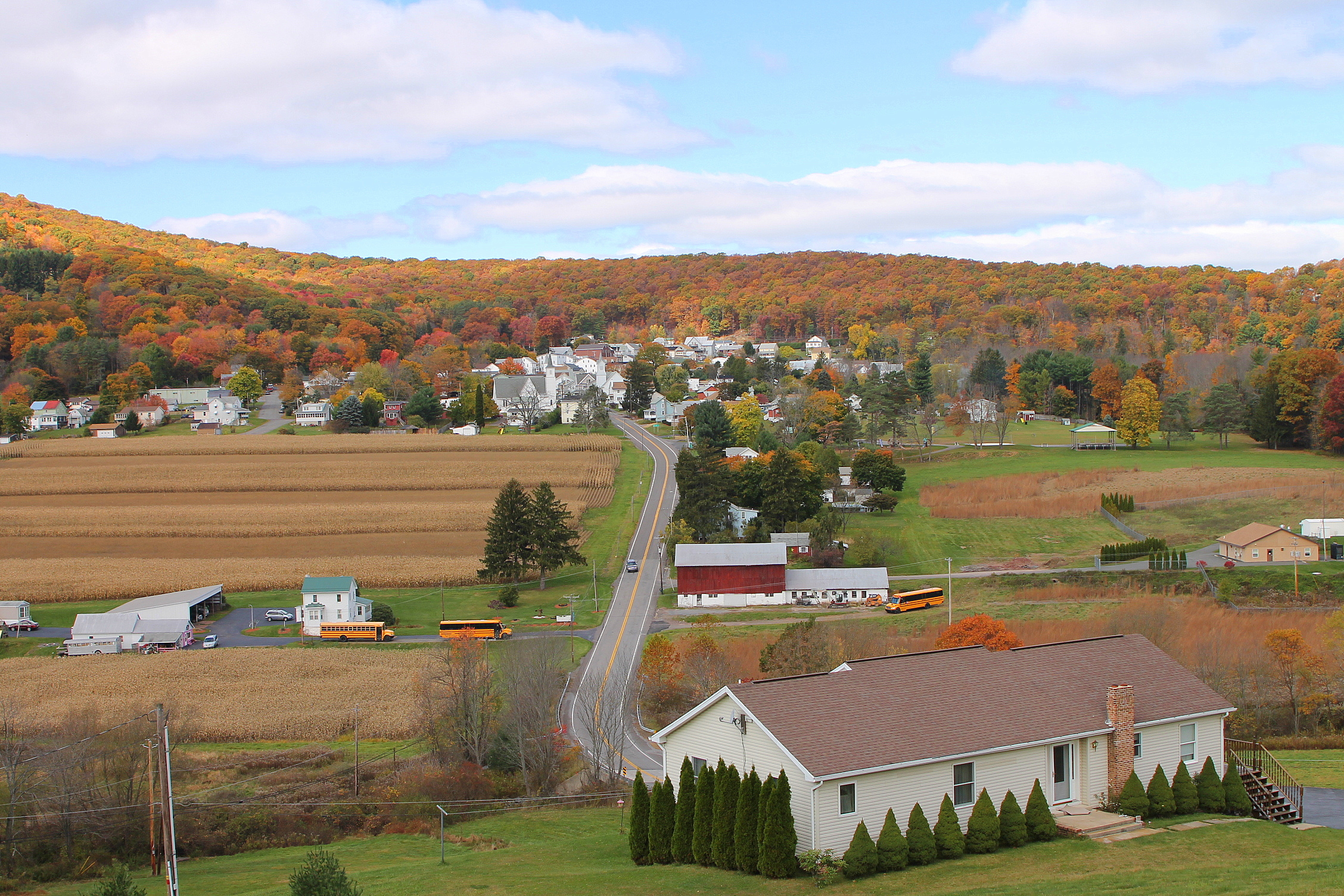
Nuremberg vue du sud

## Source
- (en) Cet article est partiellement ou en totalité issu de l’article de Wikipédia en anglais intitulé « Nuremberg, Pennsylvania » (voir la liste des auteurs).